# 五月天人生無限公司3D
五月天人生無限公司3D，是2017年起拍攝自臺灣樂團五月天「人生無限公司巡迴演唱會」的演唱會電影。2018年8月26日在北京国家体育场演唱會結束後舉行電影發布記者會。五月天此次的「人生無限公司」巡演首度採用全4K影像拍攝，出動20台全新4K HDC4300高畫質攝影機，搭配最先進的4K HDR現場製作工作流程進行全場拍攝，領先全亞洲成為首場以全4K規格拍攝，並以高動態範圍的格式／HDR規格錄製的演唱會。 2019年8月23日，電影於Netflix正式上線 。

## 演員陣容

### MAYDAY 第五分隊
| 演員   | 角色         | 簡介                                                 |
| ------ | ------------ | ---------------------------------------------------- |
| 陳信宏 | Honey Potter | 擁有魔法超能力、天才慧黠。五月天主唱阿信。           |
| 溫尚翊 | Mr.Monster   | 身穿紅色盔甲、身手矯健。五月天團長兼吉他手怪獸。     |
| 石錦航 | Lonely Stone | 擁有堅硬如石的強壯臂膀。五月天吉他手石頭。           |
| 蔡昇晏 | Hell Kitty   | 尖酸幽默、坐擁重裝軍火的地獄貓。五月天貝斯手瑪莎。   |
| 劉冠佑 | Mini Ming    | 搞笑運氣好、常撿到一百塊的十字弓手。五月天鼓手冠佑。 |

### 劇情演出
| 演員   | 簡介                                                                     |
| ------ | ------------------------------------------------------------------------ |
| 黃渤   | 「第五分隊」指揮官。                                                     |
| 梁家輝 | 頑固大叔。                                                               |
| 吳慷仁 | 飾演Ella的男友，曾是棒球選手。                                           |
| Ella   | 飾演吳慷仁的女友。                                                       |
| 林志玲 | 創業的獸醫師。                                                           |
| 蔡康永 | 《康熙又來了》主持人。                                                   |
| 徐熙娣 | 《康熙又來了》主持人。                                                   |
| 林美秀 | 小吃店老闆娘，兒時的夢想是成為選美小姐。                                 |
| 羅北安 | 為了支持兒子的唱片而光顧第五分隊經營的唱片行。兒時的夢想是成為國標舞者。 |
| 寶媽   | 為了支持兒子的唱片而光顧第五分隊經營的唱片行。                           |

## 電影原聲帶
電影原聲帶《五月天 人生無限公司 LiFE LiVE》，數位版本於2019年5月23日在各大音樂平台上線，實體專輯於2019年5月22日在全台 7-ELEVEN ibon 機台及各大唱片通路開始預購，於6月5日正式發行。

## 票房
台灣電影票房表現，首週三天票房為新台幣1986萬元；次週票房累計至新台幣3501萬元；第三週票房累計至新台幣4551萬元；第四週票房累計至新台幣4883萬元。

## 獎項
| 年份   | 單位         | 獎項         | 入圍者                                             | 結果 |
| ------ | ------------ | ------------ | -------------------------------------------------- | ---- |
| 2019年 | 第56屆金馬獎 | 最佳視覺效果 | 仙草影像 夢想動畫有限公司 兔將創意影業股份有限公司 | 提名 |
| 2019年 | 第56屆金馬獎 | 最佳動作設計 | 楊志龍                                             | 提名 |

## 外部連結
- 開眼電影網上《五月天人生無限公司3D》的資料（繁體中文）
- Yahoo奇摩電影上《五月天人生無限公司3D》的資料（繁體中文）
- 雅虎香港電影上《五月天人生無限公司3D》的資料（繁體中文）
- 雅虎香港電影上《五月天人生無限公司3D》的資料（繁體中文）
- 豆瓣电影上《五月天人生無限公司3D》的資料 （简体中文）
- 时光网上《五月天人生無限公司3D》的資料（简体中文）
- 互联网电影数据库（IMDb）上《五月天人生無限公司》的资料（英文）